# Parallocampa
Parallocampa és un gènere de diplurs de la família Campodeidae. Hi ha dues espècies descrites en Parallocampa.

## Taxonomia
- Parallocampa azteca Silvestri, 1933 i c g
- Parallocampa paupercula Silvestri, 1933 i c g

Fonts de les dades: i = ITIS, c = Catalogue of Life, g = GBIF, b = Bugguide.net